# Renat Rudolfowitsch Janbajew
Renat Rudolfowitsch Janbajew (russisch Ренат Рудольфович Янбаев; tatarisch Ренат Рудольф улы Янбаев; * 7. April 1984 in Noginsk, Sowjetunion) ist ein russischer Fußballspieler tatarischer Herkunft. Er kommt meist auf der linken Seite des defensiven Mittelfeldes oder der Abwehr zum Einsatz, ist aber auch auf anderen Positionen im Mittelfeld und Abwehr einsetzbar. Er steht seit 2017 beim FK Krasnodar unter Vertrag und gehört zum Kader der russischen Nationalmannschaft.

## Karriere

### Verein
Janbajew kam im Alter von zehn Jahren zur Fußballschule von ZSKA Moskau und durchlief alle Jugend- und Juniorenteams des Clubs, schaffte aber nicht den Einstieg in die erste Mannschaft, sondern begann seine Profikarriere 2003 beim russischen Zweitligisten Anschi Machatschkala, seine dortigen Leistungen überzeugten dann doch die Verantwortlichen von ZSKA, die ihn für 2004 unter Vertrag nahmen. Nach einem Jahr ohne Einsatz in der Liga, ging es zurück in die zweite russische Liga, diesmal zum Moskauer Vorortclub FK Chimki; 2006 wechselte er innerhalb der zweiten Liga zu Kuban Krasnodar, mit dem er den Aufstieg in die Premjer-Liga feiern konnte und bei dem er in der Saison 2007 zum ersten Einsatz im russischen Oberhaus kam.
Wegen seiner guten Leistungen wurde der Moskauer Klub Lok auf ihn aufmerksam, so dass er nach 17 Spielen für Kuban im Sommer 2007 zu Lok zurück in die Hauptstadt wechselte. 2012 spielte auf Leihbasis bei Zenit St. Petersburg.

### Nationalmannschaft
Im Sommer 2008 berief Guus Hiddink ihn in den russischen Kader für die Europameisterschaft, obwohl er bis dahin noch nie in Länderspielen zum Einsatz gekommen war, sein erstes Nationalspiel war ein Testspiel in der Vorbereitung zur EM gegen Serbien.